# Passapatanzy, Virginia
Passapatanzy, Virginia (енгл. Passapatanzy) насељено је место без административног статуса у америчкој савезној држави Вирџинија.

## Демографија
По попису из 2010. године број становника је 1.283.
| Група             | 2000.    | 2010.       |
| Белци             | 0 (0,0%) | 985 (76,8%) |
| Афроамериканци    | 0 (0,0%) | 205 (16,0%) |
| Азијати           | 0 (0,0%) | 9 (0,7%)    |
| Хиспаноамериканци | 0 (0,0%) | 42 (3,3%)   |
| Укупно            | 0        | 1.283       |